# Elite Brigade (série télévisée)
Elite Brigade (chinois : 火速救兵 ; ancien nom anglais F. S. D.) est une série télévisée hongkongaise créée par le Radio Télévision Hong Kong en coopération avec le Département de pompiers de Hong Kong (zh).

## Synopsis par épisode

### Saison 1
| Épisode | Date de diffusion | Titre en chinois | Traduction en français           | Sujet                                                          |
| 01      | 8 décembre 2010   | 勇士首部曲       | Début du courage                 | Entraînement de pompiers et d'ambulanciers/                    |
| 02      | 15 décembre 2010  | 護愛             | Gardien d'amour                  | Des ambulanciers et leurs familles.                            |
| 03      | 22 décembre 2010  | 高溫任務         | Dans une haute température       | Les pompiers de recherche et sauvetage (R&S).                  |
| 04      | 29 décembre 2010  | 危機四伏         | Il y a de risques partout        | Les pompiers de R&S par câble; Blocage d'escaliers de secours. |
| 05      | 5 janvier 2011    | 全城召喚         | Appel dans l'ensemble de la cité | Triage médical en masse.                                       |
| 06      | 12 janvier 2011   | 深海潛流         | Dans la tourmente                | Les pompiers en mer et les plongeurs-pompiers.                 |
| 07      | 19 janvier 2011   | 最強保護         | Protection la plus forte         | Les pompiers de HazMat et leurs familles.                      |
| 08      | 26 janvier 2011   | 一秒之差         | Dans une fraction de seconde     | Les pompiers de sauvetage-déblaiement et leurs familles.       |

### Saison 2
| Épisode | Date de diffusion | Titre en chinois | Traduction en français        | Sujet                                                                                              |
| 01      | 25 février 2012   | 閃燃報告         | E.-G.-É.                      | Incendies dans des bâtiments industrieux; Santé mentale des pompiers.                              |
| 02      | 3 mars 2012       | 蓄勢待發         | Toujours préparés             | Les pompiers d'aéroport et leurs familles.                                                         |
| 03      | 10 mars 2012      | 急救先鋒         | Pionniers de premiers secours | Les ambulanciers, les secouristes et leurs familles; Abus de service de premiers secours médicaux. |
| 04      | 17 mars 2012      | 勇者無懼         | Les intrépides                | Incendies dans les unités subdivisées (zh); Blocage d'escaliers de secours.                        |
| 05      | 24 mars 2012      | 同袍             | Les Camerades                 | Fuites de gaz; Sauts; Recherche de personnes perdues.                                              |

### Saison 3
| Épisode | Date de diffusion | Titre en chinois | Traduction en français | Sujets |
| 01      | 3 octobre 2015    | 失蹤             | Disparue               | Collision de navires; Canular téléphonique anonyme vers les pompiers. |
| 02      | 10 octobre 2015   | 失蹤             | Disparue               | Collision de navires; Canular téléphonique anonyme vers les pompiers. |
| 03      | 17 octobre 2015   | A186             | A186                   | Collision de véhicules et triage médical en masse.; Situation d'otage; SSPT des ambulanciers et leur psychothérapie; Entrave aux ambulances et abus de service de premiers secours médicaux. |
| 04      | 24 octobre 2015   | 幸福的聲音       | Le son de bonheur      | Incendies dans les unités subdivisées; Blocage d'escaliers de secours; Les équipes de bénévoles du département de pompiers.                                                                  |
| 05      | 31 octobre 2015   | 幸福的聲音       | Le son de bonheur      | Incendies dans les unités subdivisées; Blocage d'escaliers de secours; Les équipes de bénévoles du département de pompiers.                                                                  |

## Acteurs récurrents

### Acteurs jouant des mêmes rôles
- Gordon Liu: PFn. Wing-Kin Lin, commandant de fourgon (Saison 1 et 2);
- Yoyo Mung (zh): StnC. Jackie Tsz-Yan Liu.
  - Commandant de fourgon au caserne de Wong Tai Sin (Saison 2);
  - Chef du caserne de North Point (Saison 3).
- Chi-Kui Fong (zh-yue): SStnO. Chi-Kui Fong.
  - Pompier à l'Aéroport international de Hong Kong (Saison 2);
  - Commandant de fourgon au caserne de North Point (Saison 3).

### Acteurs jouant des différents rôles
- Siu-Ho Chin: 
  - SStnO. Kwok Tsz-Fung, commandant et entraîneur de plongeurs-pompiers (Saison 1);
  - SStnO. Ka-Hing Lee, commandant de fourgon au caserne de Tsim Sha Tsui (Saison 2);
  - Fn. Chi-Ying Mok, pompier au caserne de North Point. (Saison 3).
- Dominic Lam (zh):
  - PFn. Chung-Wah Loh, commandant de fourgon d'incendie à l'Aéroport international de Hong Kong (Saison 2);
  - PAmbm. Sing-Dak Lee, commandant d'ambulance au dépôt de Cheung Sha Wan (Saison 3).
- Him Law (zh):
  - Fn. Kin Fong, pompier et sauveteur par câble (Saison 2);
  - Fn. Ka-Hou Cheng, pompier à l'Aéroport international de Hong Kong (Saison 2);
- Gabriel Harrison (zh):
  - SFn. Tin-Lung Lee, pompier et sauveteur par câble au caserne de Wong Tai Sin (Saison 2);
  - ADO. Nam, commandant du caserne de l'Aéroport international de Hong Kong (Saison 3).
- Philip Ng:
  - Ambm. Kwong-Ming Lau, ambulancier au dépôt de Wong Tai Sin (Saison 1);
  - Fn. Wai-Hin Tai, pompier au caserne de Tsim Sha Tsui (Saison 2).
- Lui Cheung:
  - SAmbm. Cheuk-Hoi Shum, conducteur d'ambulance au dépôt de Tsing Yi (Saison 1);
  - Père de Fn. Ka-Hou Cheng (Saison 2);
  - PFn. Kin Cheung, commandant de fourgon au caserne de North Point (Saison 3).

## Honneurs
- Audience Appreciation Index de Hong Kong (2010) : 1re place;
- US International Film and Video Film Festival (2011) : Gold Camera (8e épisode de la 1re saison)[2];
- Audience Appreciation Index de Hong Kong (2012) : 1re place[3];
- Audience Appreciation Index de Hong Kong (2015) : 2e place[4]